# Џон Тенијел
Џон Тенијел (Лондон, 28. фебруар 1820 — Лондон, 25. фебруар 1914) је био британски илустратор, карикатуриста и сатиричар, чији рад свој врхунац постиже у другој половини 19. века, када је Тенијел уживао највећи углед. Данас се Тенијел сматра важним извором за проучавање тадашње друштвене, књижевне и ликовне историје.
Ипак, његова каријера обележена је двама подухватима. Први је илустратор за престижни сатирични часопис Панч више од 50 година, а други је илустратор првих издања Керолових књига Алиса у земљи чуда и Алиса с оне стране огледала.

## Галерија
- Освета британског лава бенгалском тигру (1857)
- Правда(1857)
- Избацивање кормилара (1890)
- Алиса среће плаву гусеницу која пуши лулу (1865)
- Чајанка код Лудог Шеширџије уз присуство Миша, Мартовског зеца и Алисе (1865)
- Тајанствена чеширска мачка (1865)
- Алиса у Грофичиној кући (1865)
- Луди Шеширџија (1865)
- Бели зец (1865)
- Илустрација за песму "You are Old, Father William" (1865)
- Морж и Столар (1871)
- Алиса и Залуд-Узалуд (1871)
- Алиса са Црном и Белом Краљицом (1871)
- Краљица Алиса (1871)
- Илустрација Поове поеме Гавран (1858)